# Arrondissement d'Ottweiler
L'arrondissement d'Ottweiler est fondé le 1er juillet 1816 dans la province prussienne de  Rhénanie, qui est dirigée par un administrateur d'arrondissement conformément aux règlements administratifs prussiens. À partir de 1920, l'arrondissement d'Ottweiler fait partie du Territoire du bassin de la Sarre, puis de la Sarre à partir de 1935. Le 1er janvier 1974, dans le cadre de la réforme régionale de la Sarre, il est rebaptisé arrondissement de Neunkirchen.

## Arrondissements voisins
En 1973, l'arrondissement est bordé par les arrondissements de Saint-Wendel (en Sarre), Kusel (en Rhénanie-Palatinat), Hombourg (de), Saint-Ingbert (de), Sarrelouis et Merzig-Wadern (tous encore en Sarre), en commençant par le nord, dans le sens des aiguilles d'une montre.

## Histoire
Le premier arrondissement d'Ottweiler est créé le 30 juin 1814 dans le cadre d'un nouveau découpage sous la domination prussienne. Il est dirigé par un directeur d'arrondissement et s'étend sur 1186 km² avec 63 517 habitants. Deux ans plus tard, le 1er mai 1816, le district de Trèves est formé. Lors de la nouvelle division en arrondissements, un nouveau arrondissement, nettement plus petit, est créé à Ottweiler, à la tête duquel se trouve un administrateur, conformément au règlement administratif prussien. Le siège de l'administration de l'arrondissement est Ottweiler, où se trouvait également la résidence de l'administrateur de l'arrondissement.
Après la Première Guerre mondiale, l'arrondissement d'Ottweiler est rattaché au Territoire du bassin de la Sarre à partir du 1er octobre 1920, puis à l'État de Sarre à partir de 1935. Du 1er avril 1943 au 1er août 1945, l'arrondissement de Saint-Wendel est temporairement fusionné avec l'arrondissement d'Ottweiler.
Sur ordre des forces d'occupation françaises, l'arrondissement cède le 1er octobre 1946 les communes de Bergweiler, Hasborn-Dautweiler, Lindscheid, Neipel, Scheuern, Sozweiler, Theley, Tholey et Überroth-Niederhofen à l'arrondissement de Saint-Wendel, redevenu autonome. En contrepartie, les communes de Steinbach et Wetschhausen sont transférés à l'arrondissement d'Ottweiler.
Dans le cadre de la réforme territoriale sarroise, l'arrondissement d'Ottweiler cède le 1er janvier 1974 les quatre communes d'Aschbach, Dörsdorf, Steinbach et Thalexweiler sont transférées à l'arrondissement de Sarrelouis, où elles font partie de la commune de Lebach. La commune de Berschweiler quitte également l'arrondissement et devient une partie de la commune de Marpingen dans l'arrondissement de Saint-Wendel. La commune de Mainzweiler de l'arrondissement de Saint-Wendel est incorporée à la ville d'Ottweiler. Le nombre de communes est réduit de 35 à 7 par diverses fusions. À la même époque, l'arrondisssement d'Ottweiler est rebaptisé arrondissement de Neunkirchen . L'administration de l'arrondissement est restée à Ottweiler.

## Évolution de la démographie
| Année | Habitants | Source |
| ----- | --------- | ------ |
| 1816  | 17 972    | [ 2 ]  |
| 1847  | 29 412    | [ 3 ]  |
| 1871  | 51 974    | [ 4 ]  |
| 1885  | 70 593    | [ 4 ]  |
| 1900  | 102 729   | [ 5 ]  |
| 1910  | 126 946   | [ 5 ]  |
| 1939  | 142 532   | [ 5 ]  |
| 1960  | 162 600   | [ 5 ]  |
| 1970  | 167 300   | [ 6 ]  |
| 1972  | 165 300   | [ 7 ]  |
| 1980  | 151 000   | [ 8 ]  |
| 1990  | 149 400   | [ 9 ]  |
| 2000  | 147 500   | [ 10 ] |
| 2010  | 137 247   |        |
| 2016  | 133 984   |        |

## Administrateurs de l'arrondissement

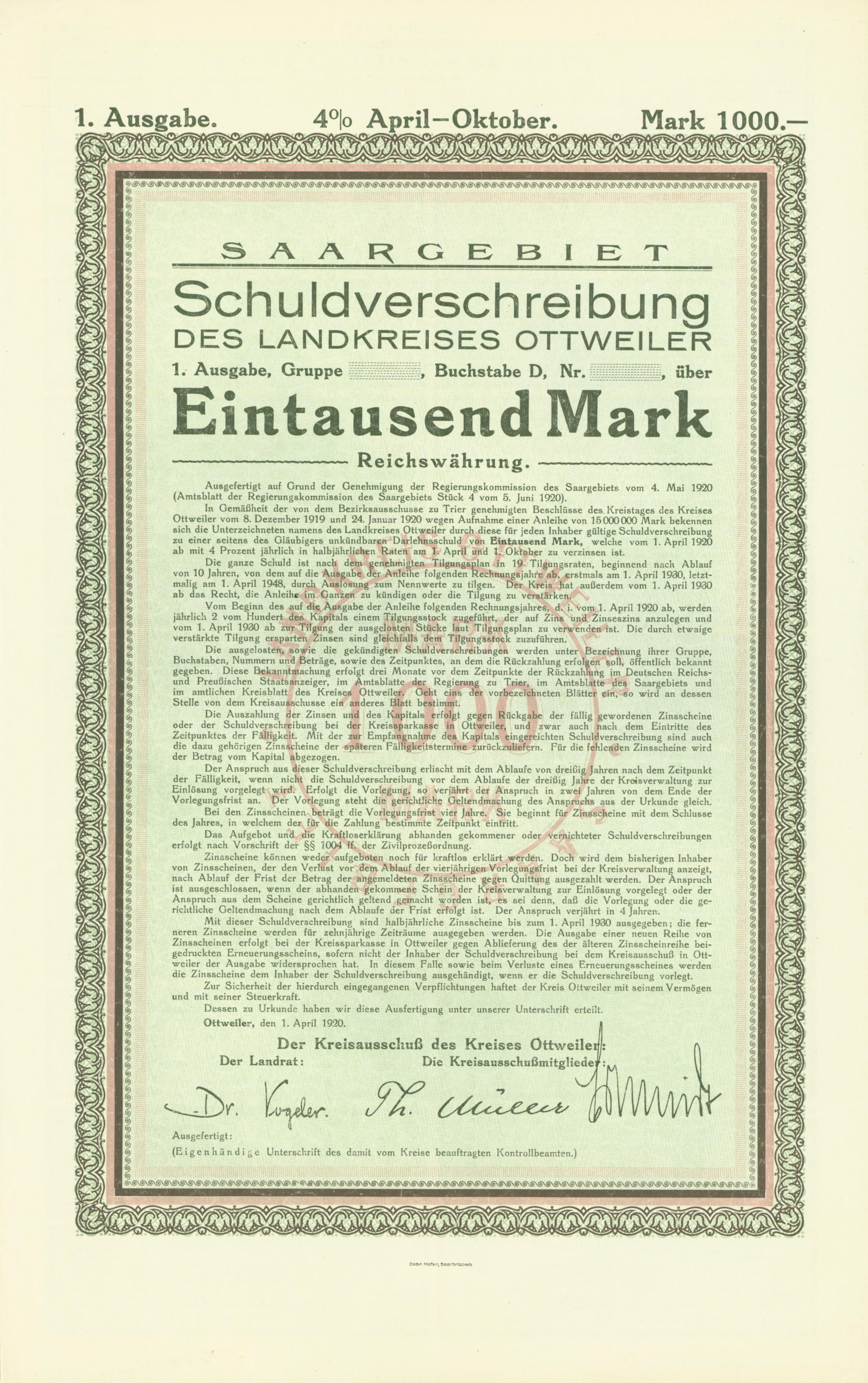
Obligation émise par l'arrondissement d'Ottweiler le 1er avril 1920, signé par l'administrateur de l'arrondissement Dr. Friedrich Vogeler

- 1814–181500Johann Wilhelm Karsch (directeur d'arrondissement)
- 1815–181600Philipp Jakob Siebenpfeiffer (directeur d'arrondissement)[11]
- 1816–182500Joseph Schönberger (de)
- 1825–184200Carl von Rohr (de)
- 1842–185100Richard Linz (de)
- 1851–186000Otto von Wittenhorst-Sonsfeld (de)
- 1860–187100Eugen von Schlechtendal (de)
- 1871–187600Ferdinand von Helldorff (de)
- 1876–188300Hugo Samuel von Richthofen
- 1883–188500Maximilian von Voß (de)
- 1885–189200Woldemar Tenge-Rietberg (de)
- 1892–189600Dietrich von Harlem (de)
- 1896–190900Maximilian Laur von Münchhofen (de)
- 1909–191600Carl von Halfern
- 19160000000Herbert Besser (de)
- 1916–191900Waldemar Moritz (de)
- 1919–192000Friedrich Vogeler (de)
- 1920–194500Maximilian Rech (de)
- 19450000000Heinrich Strauß (de)
- 1945–194600Ludwig Steines (de)
- 19460000000Heinrich Strauß
- 1946–194700N. Buschlinger[11],[12]
- 1948–195100Peter Scherer (de)[11]
- 1951–196500Johannes Dierkes (de)
- 1966–198500Günter Schwehm (de)[13]

## Communes
Avant son changement de nom le 1er janvier 1974, l'arrondissement d'Ottweiler comprend 2 villes et 33 communes :
| - Aschbach - Berschweiler - Bubach-Calmesweiler - Dirmingen - Dörsdorf - Elversberg - Eppelborn - Fürth - Habach - Hangard - Heiligenwald - Hierscheid | - Hirzweiler - Humes - Hüttigweiler - Illingen - Landsweiler-Reden - Lautenbach - Macherbach - Merchweiler - Münchwies - Neunkirchen, ville - Ottweiler, ville - Schiffweiler | - Spiesen - Steinbach b. Ottweiler - Steinbach über Lebach - Stennweiler - Thalexweiler - Uchtelfangen - Welschbach - Wemmetsweiler - Wiebelskirchen - Wiesbach - Wustweiler |

Au cours de son existence, les communes suivantes ont également appartenu à l'arrondisssement :
- Bergweiler, 1946 à l'arrondissement de Saint-Wendel
- Hasborn-Dautweiler, 1946 à l'arrondissement de Saint-Wendel
- Kohlhof, 1922 à la ville de Neunkirchen
- Lindscheid, 1946 à l'arrondissement de Saint-Wendel
- Neipel, 1946 à l'arrondissement de Saint-Wendel
- Niederneunkirchen, 1922 à la ville de Neunkirchen
- Scheuern, 1946 à l'arrondissement de Saint-Wendel
- Sozweiler, 1946 à l'arrondissement de Saint-Wendel
- Theley, 1946 à l'arrondissement de Saint-Wendel
- Tholey, 1946 à l'arrondissement de Saint-Wendel
- Überroth-Niederhofen, 1946 à l'arrondissement de Saint-Wendel
- Wellesweiler, 1922 à la ville de Neunkirchen
- Wetschhausen, le 1er janvier 1959 à Steinbach b. Ottweiler

## Personnalités
- Johannes Hoffmann (né le 23. décembre 1890 et mort le 21 septembre 1967), homme politique (Zentrum, CVP (de)), député (Sarre), ministre-président de la Sarre 1947–1955